# Кацал Микола Лукич

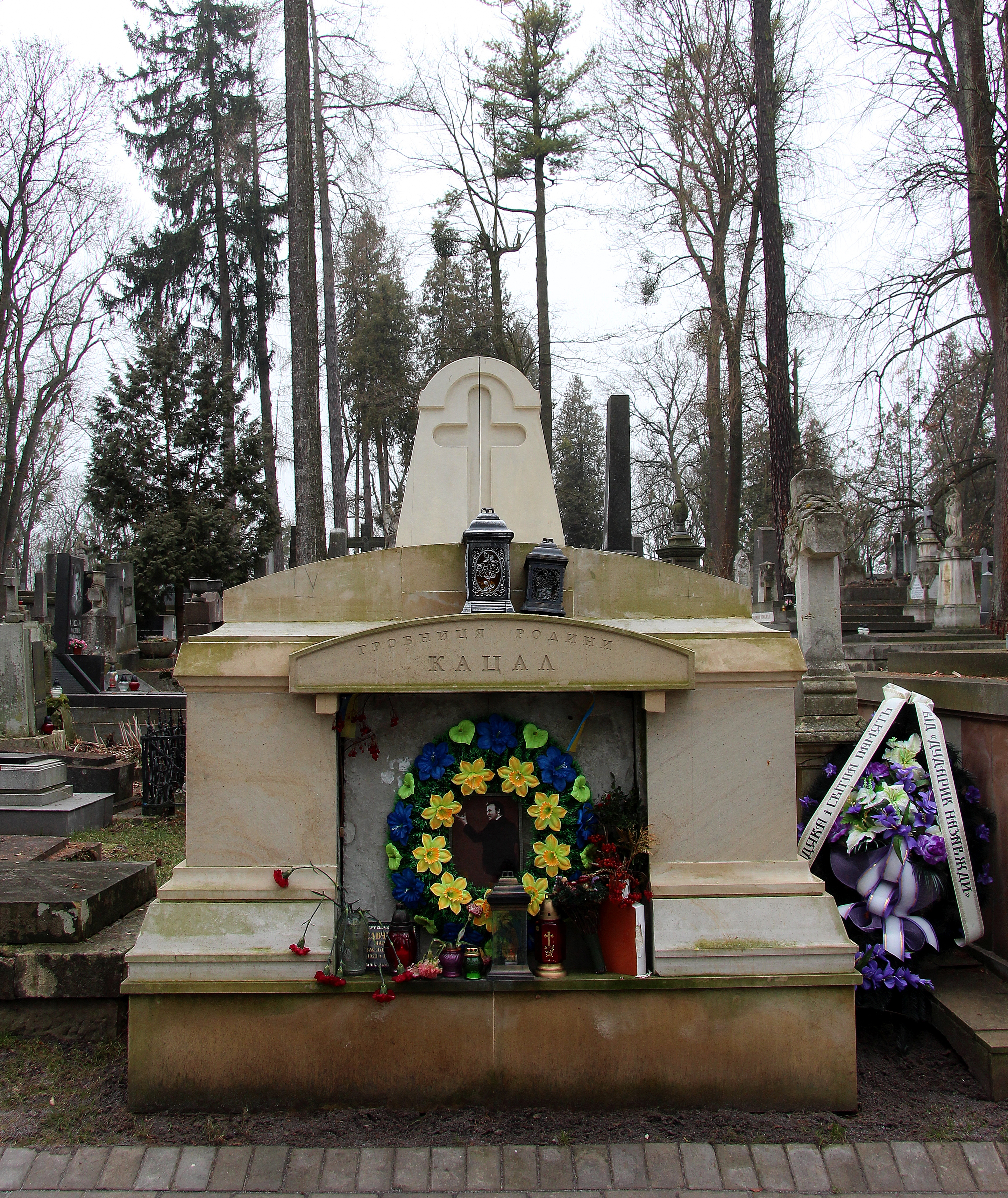

Мико́ла Луки́ч Ка́цал (10 грудня 1940, Проскурів — 24 травня 2016, Львів) — український хоровий диригент, народний артист України, лавреат Шевченківської премії, почесний громадянин Львова (2011).

## Біографія
Народився у Проскурові (нині Хмельницький), шкільну освіту отримав в Красилові. У 1962 році закінчив Львівський політехнічний Інститут як інженер-геодезист. Музичну освіту здобув у 1965–1973 роках в Читінському, Львівському училищах та Львівській консерваторії.
У 1971 році заснував хор хлопчиків «Дударик», з яким досяг значних успіхів. Видатною подією, зокрема і у житті міста Львова, було відкриття у 1989 р. першої української державної хорової школи. Микола Кацал — ініціатор створення у Львові Львівського християнського екуменічного братства (2002 р.), як прообразу духовної консолідації українського народу. Нагороджений Грамотами Української православної церкви (КП), Української греко-католицької церкви, медаллю «За відданість» Української автокефальної православної церкви. Почесний громадянин міста Львова (2011 рік, Ухвала Львівської міської ради від 21.04.2011 № 433). Нагороджений відзнакою міського голови Львова «Почесний знак Святого Юрія» (грудень 2015).
Помер та похований у Львові, у родинній гробниці на 56 полі Личаківського цвинтаря.

## Державні нагороди
- Шевченківська премія за концертні програми останніх років була присуджена народній самодіяльній хоровій капелі хлопчиків та юнаків «Дударик» Львівського обласного Будинку учителя (художній керівник М. Л. Кацал) (1989 р.)[3]
- Заслужений діяч мистецтв України (4 вересня 1999) — за особистий внесок у розвиток національної культури і мистецтва, вагомі творчі здобутки[4]
- Народний артист України (27 жовтня 2009) — за вагомий особистий внесок у розвиток культурно-мистецької спадщини України, високу професійну майстерність та активну участь у проведенні Фестивалю мистецтв України[5]
- Відзнака Президента України — ювілейна медаль «20 років незалежності України» (19 серпня 2011) — за значний особистий внесок у соціально-економічний, науково-технічний та культурно-освітній розвиток Української держави, вагомі трудові здобутки та багаторічну сумлінну працю[6]

## Родина
Син — Дмитро Кацал, диригент, композитор, продюсер, педагог, вихованець Державної академічної хорової капели «Дударик», з 2007 року — директор і диригент цього колективу.